# دردویل (شخصیت مارول کامیکس)

اولین حضور دردویل در دنیای کمیک در شماره ۱ کمیک اختصاصی اش (۱ اپریل ۱۹۶۴)

دردویل یا بی باک (به انگلیسی: Daredevil) با نام واقعی متیو مورداک یک شخصیت خیالی ابرقهرمان در کتاب‌های کمیک منتشر شده توسط مارول کامیکس است. شخصیت دردویل توسط نویسنده استن لی و طراح بیل اورت خلق شده‌است؛ و برای اولین بار، در شمارهٔ ۱ از کمیک دردویل (آپریل ۱۹۶۴) معرفی شد. دردویل معمولاً با القابی همچون مرد بدون ترس و معروف‌ترین آن شیطان هلز کیچن شناخته می‌شود. او یک مسیحی کاتولیک بسیار معتقد است و این در داستان‌هایش منعکس است.

دردویل به معنی بی‌باک و در معنی لغوی به معنی شیطان شجاع است. او لباسی قرمز رنگ می‌پوشد که همهٔ اجزای بدنش را به غیر دهان و دماغ می‌پوشاند. بر روی ماسک یا کلاه خود او دو شاخ وجود دارد و دو حرف D قفل در هم بر روی لباس او به چشم می خورد و با وجود قدرت شنوایی و بویایی قدرتمندی که دارد معمولا از چیزهایی اگاهی دارد که یک انسان عادی آن‌ها را نمی‌داند. همه این‌ها او را بی‌نهایت شبیه به یک شیطان می کند و او با استفاده از این تلاش می کند مجرمین را به وحشت بیندازد و معمولا موفق است. دردویل در اولین حضورش در دنیای کمیک لباسی زرد رنگ با بخش هایی قرمز به تن می کرد که بر روی ان تنها یک حرف D حک شده بود، ولی بعد از ۶ شماره و در شماره ۷ از سری کمیک اختصاصی‌اش لباس کنونی‌اش خلق شد.

اولین حضور دردویل با لباس قرمز کلاسیک اش در شماره ۷ کمیک اختصاصی اش (۱ اپریل ۱۹۶۵)

## در رسانه ها

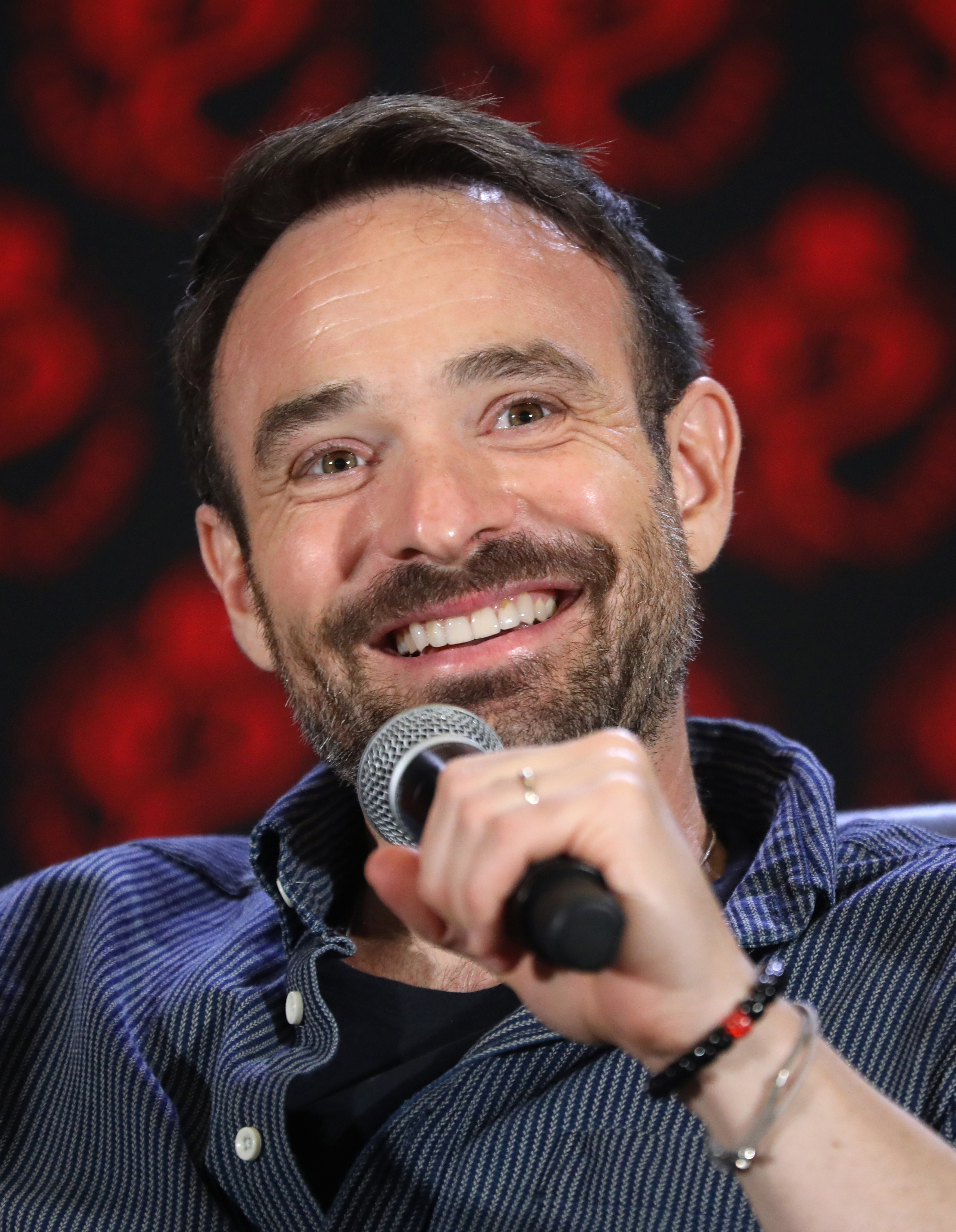
چارلی کاکس در حال سخنرانی در رز سیتی کامیک کان ۲۰۲۴ در پورتلند، اورگان

بن افلک در فیلم دردویل در سال ۲۰۰۳ و چارلی کاکس در مجموعه تلویزیونی به نام دردویل مارول در سال ۲۰۱۵ و همچنین اثاری چون مردعنکبوتی : راهی به خانه نیست، اکو و شی-هالک به ایفای نقش این شخصیت پرداخته‌اند. در دنیای بازی نیز می‌توان به بازی کنسل شده برای پلی استیشن ۲ تحت عنوان مرد بدون ترس  (که دموی بازی پس از ۲۰ سال منتشر شد) و یک بازی دیگر برای گیم بوی ادونس اشاره کرد که در بین سال های ۲۰۰۳ تا ۲۰۰۴ تولید شدند. از انیمیشن های حضور یافته می‌توان به سریال مرد عنکبوتی مجموعه پویانمایی ۱۹۹۴ اشاره کرد.

## زندگینامه شخصیت
نام واقعی دردویل متیو مورداک است. مادرش او را در سن کم رها کرده بود، پدر او یک فرد الکلی و یک بوکسور بود که با شرط‌بندی در حرفه‌اش کسب درآمد می‌کرد، متیو این را نمی‌دانست و وقتی متوجه این موضوع شد بسیار شوکه شد و از خانه فرار کرد. در راه کامیونی حاوی مواد رادیواکتیو در حال برخورد به شخصی بود که متیو بلافاصله جان آن شخص را نجات داد اما مواد رادیواکتیو روی بدنش ریخته شد و چشمانش نابینا شد. اما این مواد رادیواکتیو حس‌های دیگر او را تا حد زیادی تقویت کرد، به طوری که با شنیدن ضربان قلب افراد می‌توانست احساسات آنها را بفهمد یا می‌توانست تشخیص دهد که دروغ می‌گویند یا نه، او می‌توانست صدای پای یک شخص را از سه بلوک دور تر بشنود یا از رایحه افراد بفهمد که آنها چه کسی هستند و علی‌رغم نابینا بودن حس ششم او نیز به میزان زیادی تقویت شد. (البته در بعضی موارد اشاره شده که او در بعضی مواقع می‌تواند تصاویری به صورت دنیایی آتشین ببیند). روزی گانگسترهایی که پدر متیو با آنها کار می‌کرد پدرش را به خاطر اینکه به حرف آنها که باختن در مسابقه بود توجهی نکرده بود و آن مسابقه را از عمد برده بود به قتل رساندند. متیو در پرورشگاه بزرگ می‌شود و برای تسلط بر قدرت شنوایی و بویایی قوی‌ای که در حادثه تصادف پیدا کرده بود توسط یک استاد فنون رزمی به نام استیک (stick) که خود فردی نابینا بود آموزش می‌بیند. مت برای گذشته‌ای تلخی که داشت خواهان عدالت بود و در بزرگسالی به یک وکیل موفق تبدیل شد و دفتر وکالت نلسون و مورداک را همراه با دوستش فاگی نلسون که او هم یک وکیل بود برای کمک به مردم تأسیس کرد، اما مت این را کافی نمی‌دانست و برای گرفتن انتقام مرگ پدرش و کمک به افراد بی دفاع شب‌ها با ماسک و سلاح چوب مانندی به نام (billy club) با جنایتکاران درگیر می‌شد و بخاطر مذهبی و کاتولیک بودنش و مرز اخلاقی ای که داشت آن‌ها را نمی‌کشت و به پلیس تحویل می‌داد زیرا بر این باور بود که همه می‌توانند تغییر کنند.

## دشمنان و متحدان
دردویل در داستان‌هایش دریافت که سردسته خلافکارهای شهر همان ویلسون فیسک ملقب به کینگ‌پین است. او بارها کینگ‌پین را شکست داده، اما نتوانسته او را دستگیر کند. همچنین دیگر دشمن بزرگ دردویل بولزآی است. او توانسته تاکنون آسیب‌های بزرگی به دردویل بزند که بزرگترین آنها کشتن الکترا معشوقه او است.
از دوستان و همراهان وی می‌توان به فاگی نلسون، کارن پیج، لوک کیج، الکترا، مشت آهنی، جسیکا جونز و مرد عنکبوتی اشاره کرد.